# Multatuli

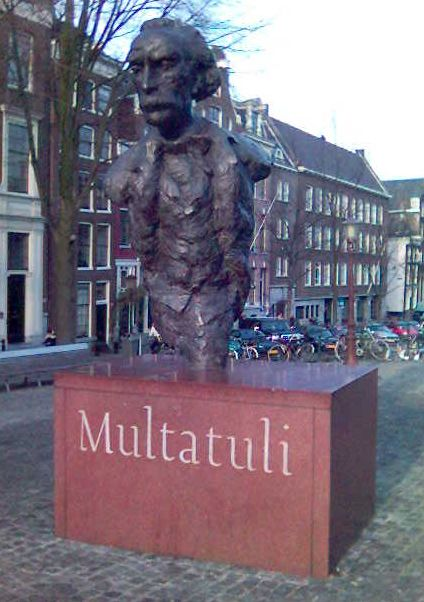
Multatuli

Multatuli, termen latin care înseamnă „am îndurat multe,”  este pseudonimul lui Eduard Douwes Dekker (n. 2 martie 1820, Amsterdam⁠(d), Olanda de Nord, Țările de Jos – d. 19 februarie 1887, Ingelheim am Rhein, Renania-Palatinat, Germania), scriitor neerlandez. Este autorul romanului Max Havelaar în Indiile Olandeze, în care satirizează abuzurile administrației neerlandeze în coloniile din Indonezia, roman bazat pe propria experiență.
Prin stilul natural, oralitate și vioiciunea expunerii, dinamismul și forța evocării, poate fi considerat unul dintre cei mai valoroși scriitori ai generației sale.
O altă caracteristică a prozei sale este forma care permite divagații, intercalări de poeme, povestiri și reflecții de natură diferită.

## Scrieri
- 1860: Max Havelaar, of de koffi-veilingen der Nederlandsche Handel-Maatschappy ("Max Havelaar sau creșterea profitului la cafea în societățile comerciale olandeze") - operă clasică a literaturii olandeze;
- 1861: Minnebrieven ("Scrisori de dragoste"), proză epistolară;
- 1862 - 1877: Ideën ("Idei"), literatură aforistică, în șapte volume;
- 1890: De geschiedenis van Woutertje Pieterse ("Despre întâmplările lui Woutertje Pieterse") - roman care ilustrează tema copilăriei.

## Legături externe
- Biografie oficială Arhivat în 5 martie 2005, la Wayback Machine.